# Požarni škropilnik
Požarni škropilnik (tudi šprinkler) je aktivna požarna zaščita, ki je sestavljena iz vodovodnega sistema, ki preko škropilnih črpalk zagotavlja zadosten tlak in pretok v sistem. Sistem preko cevi distribuira vodo do šob škropilnika. V zgodovini so se ti sistemi uporabljali le v tovarnah in velikih poslovnih stavbah, vendar se sedaj zaradi ugodnih cen vgrajujejo tudi v domove in manjše stavbe.

### Vrste škropilnikov
- Običajni škropilniki so opremljeni z vrtljivo razpršilno ploščico, ki razpršuje do 40% vode navzgor. Te šobe se vgrajujejo pod vnetljive strope. Ena šoba škropilnika lahko ščiti površino do 9m2
- Stenski škropilnik se uporabljajo za zagotavljanje zadostne višine.
- Škropilnik s ščitnikom se lahko instalirajo pokončno ali vgreznjeno, ena šoba škropilnika lahko ščiti do 21m2.
- ESFR škropilnik uporabljajo tam, kjer je večja možnost požara.
- Horizontalni stenski škropilnik so razvili posebej za zaščito hotelov, bolnišnic in domov za ostarele. Imajo zelo občutljiv sprožilni element. Ščitijo pa lahko površine do 21m2 na šobo.

## Zgodovina
Leta 1812 je angleški izumitelj Sir William Congreve patentiral mehanski škropilni sistem. V sistemu je uporabil perforirane cevi ob steni. V primeru zaznanega požara so na zunanji strani zgradbe odprli ventil in s tem spustili vodo, ki se je razpršila po prostoru. Henry S. Parmalee iz New Haven-a je iznašel in inštaliral prvi samodejni škropilnik leta 1874. Parmalee je izumil škropilni kot odgovor na pretirano povišane zavarovalne premije. S patentom je dosegel velik uspeh v ZDA in ga poimenoval samodejni gasilni aparat. Z izumom je odpotoval v Evropo, da bi pokazal svojo metodo, kako ustaviti ogenj pred popolnim uničenjem. V Evropi njegov izum ni dobil take pozornosti kot je pričakoval, saj si večina ljudi ni mogla privoščiti takšnega sistema. Ko je to spoznal, se je obrnil na zavarovalnice. Želel jim je predstaviti sistem s katerim bi lahko privarčevali, saj bi se škoda z uporabo slednjega zmanjšala. S sistemom je imel srečo pri dveh moških, ki sta delovala v zavarovalništvu. Prvi je bil Major Hesketh, ki je poleg službe v zavarovalništvu imel še podjetje bombaža v Bostonu. Hesketh in njegov sekretar sta se zanimala za zgodnje eksperimente Parmeleea. Hesketh je dal Parmeleeu prvo naročilo za vgraditev takšnega sistema. Čeprav je bil Bolton Cotton Trades Mutual Insurance Company velik uspeh, podjetje ni segalo daleč izven svojega lokalnega območja, zato je Parmelee našel firmo James North Lane, ki je delovala v Manchestru. Vodstvo tega podjetja je imelo politiko spodbujanja upravljanja s tveganji in predvsem uporabo najbolj modernih naprav za gašenje požarov. Kljub ogromnemu trudu je bilo po letu 1883 le okoli deset tovarn, ki so imele ograjen škropilni sistem. Med tem časom je Frederick Grinnell v Ameriki zasnoval novejšo in boljšo različico sistema, ki je postal znan kot Grinnellov brizgalnik. Sistem je med drugim odlikovala povečana občutljivost. Grinnell je izum patentiral in ga predstavil tudi v Evropi, kjer je doživel veliko večji uspeh od Parmeleejevega. Sčasoma so Parmeleejev sistem umaknili in Grinnell je imel odprta vsa vrata.

## Regulacije v ZDA
Nacionalno združenje za požarno zaščito (National Fire Protection Association) narekuje vse smernice in navodila ter uporabo gasilnih škropilnih naprav za zasnovo škropilnega sistema. Škropilniki lahko delujejo samodejno ali z odprto zaslonko. Samodejni škropilniki imajo v naprej določeno delavno temperaturo s steklenimi mehurčki, ki so napolnjeni z alkoholno tekočino, da počijo pri različni temperaturi, ali pa z elementi, ki se pri visoki temperaturi stalijo. Kadar se omenjeni element v škropilniku stali ali poči, tlak v cevi potisne čep in tako sprosti vodo iz cevi. Voda zadane deflektor, ki proizvaja poseben razpršilni vzorec zasnovan za podporo ciljev škropilnega tipa. Sodobne brizgalne glave so namenjene neposredno razprševanju navzdol. Razpršilne šobe so na voljo za zagotavljanje različnih smeri in vzorcev razpršitve. Odprti škropilniki so enaki samodejnim, na katerih do bazirani, vendar se uporabljajo brez toplotno občutljivih elementov. Samodejni škropilnik uporablja steklene mehurčke, ki so standardizirano obarvani. Z barvo se identificira njihova delovna temperatura. Mehurčki se določijo glede na požarno ogroženost. Stanovanjske hiše so opremljene s posebno vrsto hitrih škropilk tako, da se doseže čim hitrejši odziv.

## Delovanje
Vsaka glava škropilnika je zaprta s toplotno občutljivo ampulo ali z dvodelno kovinsko povezavo. Steklena ampula ali dvodelna kovinska povezava zadržujeta vodo v glavni cevi, delujeta kot nekakšen čep, dokler temperatura okoli brizgalk ne doseže najvišje dovoljene temperature glede na vrsto ampule. Vsaka ampula reagira samostojno, ko je vnaprej določena toplotna raven dosežena. Zato je število šob, ki delujejo omejeno. To so tiste, ki so bližje ognju, kar poveča količino vode na območju požara.
Ampula poči kot rezultat toplotnega raztezanja tekočine znotraj stekla. Čas, ki je potreben, da ampula poči, je odvisen od temperature. Odzivni čas je izražen kot indeks odzivnega časa (RTI), ki ima značilne vrednosti med 35 in 250 m½s½, kjer nizka vrednost kaže hiter odziv. V skladu s standardnimi postopki testiranja (135oC zraka pri hitrosti 2.5 m/s), se bo pri 68oC v času od 7 do 33 sekund počila ampula škropilnika odvisno pa je od RTIja.
| Najvišja temperatura | Temperaturna ocena     | Razvrstitev temperature | Barva               | Barva ampule                       |
| -------------------- | ---------------------- | ----------------------- | ------------------- | ---------------------------------- |
| 38 °C / 100°F        | 57-77 °C / 135-170°F   | Navadna                 | Brezbarvna ali črna | Oranžna (57 °C) ali rdeča (77 °C)  |
| 66 °C / 150°F        | 79-107 °C / 175-225°F  | Vmesna                  | Bela                | Rumena (79 °C) ali zelena (107 °C) |
| 107 °C / 225°F       | 121-149 °C / 250-300°F | Visoka                  | Modra               | Modra                              |
| 149 °C / 300°F       | 163-191 °C / 325-375°F | Ekstra visoka           | Rdeča               | Vijolična                          |
| 191 °C / 375°F       | 204-246 °C / 400-475°F | Ekstra zelo visoka      | Zelena              | Črna                               |
| 246 °C / 475°F       | 260-302 °C / 500-575°F | Ultra visoka            | Oranžna             | Črna                               |
| 329 °C / 625°F       | 343 °C / 650°F         | Ultra visoka            | Oranžna             | Črna                               |

Iz 6.2.5.1 NFPA13 2007 Edition, ki kaže zgornjo mejo temperatur, nazivne delavne temperature ampul, barvo ampule in temperaturno kvalifikacijo.